# Idactus tuberculatus
Idactus tuberculatus là một loài bọ cánh cứng trong họ Cerambycidae.